# Elydnus pascoei
Elydnus pascoei är en skalbaggsart som först beskrevs av Charles Joseph Gahan 1891.  Elydnus pascoei ingår i släktet Elydnus och familjen långhorningar. Inga underarter finns listade i Catalogue of Life.